# Rondo (muzyka)
Rondo (fr. rondeau) – francuska ludowa forma taneczno-wokalna. Stałe fragmenty (refren) przeplatane były zmiennymi kupletami. Wykonywanie jej polegało na gromadnym tańcu i śpiewie wielu par (rondo właściwe), po czym na czoło wysuwała się jedna para, tańcząc solowo i śpiewając przyśpiewki (kuplet). Po raz pierwszy rondo wymienia Johannes de Grocheo w swym traktacie De arte musicae (ok. 1300).
Rondo starofrancuskie jako samodzielną formę instrumentalną upowszechnili w XVII w. Jacques Champion de Chambonnières, Jean-Henri d’Anglebert, François Couperin Le Grand i Jean-Philippe Rameau. Miało ono w tym okresie prostą i symetryczną budowę oraz bogatą ornamentację i figurację. Ta forma ronda była mocno związana z klawesynem jako instrumentem szczególnie odpowiednim. Pierwsze ronda miały strukturę podobną do pieśni trzyczęściowej: refren–kuplet–refren (A  B  A). Do większych utworów weszło jako końcowa część sonaty, koncertu lub symfonii. Miało strukturę A  B  A  C  A + coda.
Rondo klasyczne znane z utworów Josepha Haydna i Wolfganga Amadeusa Mozarta miało bardziej zróżnicowany refren od kupletów. Rozbudowało się u klasyków i przyjęło „wielką formę ronda” A  B  A  C  A  B  A. Forma ta dość często krzyżuje się z formą sonatową – grupa obejmująca pierwsze 2 pokazy refrenu i kuplet B stanowi ekspozycję, kuplet C jest przetworzeniem, zaś końcowa grupa A B A – repryzą.
Ronda romantyczne wykorzystywały styl brillant oraz motywy ludowe. Ronda komponowali w XIX wieku Johann Nepomuk Hummel, Carl Maria von Weber, Fryderyk Chopin, Felix Mendelssohn-Bartholdy. Ten ostatni skomponował m.in. Rondo Capriccioso.
W XX wieku rondo można znaleźć w twórczości kompozytorów klasycyzujących: Francis Poulenca, Paula Hindemitha, ale w porównaniu do twórczości poprzedników forma uległa uproszczeniu; czasem była to forma ronda koncertującego.
Przykłady ronda:
- Ludwig van Beethoven – Rondo z Sonaty F-dur op. 24.
- Fryderyk Chopin – Rondo Es-dur op. 16.
- Wolfgang Amadeus Mozart – Rondo-Presto z Koncertu fortepianowego nr 9 Jeunehomme KV 271, Rondo koncertowe A-dur KV 386, Rondo koncertowe D-dur KV 382.